# Moselstellung
Pour un article plus général, voir Forts de Metz.
La Moselstellung (en français « Position de la Moselle ») est une ligne fortifiée construite en Moselle par l'Empire allemand pendant la première annexion. Prenant en compte les progrès de l'artillerie, la ligne s'appuie sur de nouvelles fortifications allant de Metz à Thionville, construites de 1899 (ordonnance de construction des Festen) à 1918.

## Contexte historique
| \| von der Goltz Luitpold Wagner Haeseler Kronprinz Kaiserin Leipzig Lothringen Metz \| Localisation des forteresses de la Moselstellung. |
| von der Goltz Luitpold Wagner Haeseler Kronprinz Kaiserin Leipzig Lothringen Metz                                                         |

La Moselstellung n’est pas une ligne de fortifications continue. C’est une ligne fortifiée constituée d’un chapelet de forts détachés, formant un rideau défensif. Elle est construite en Moselle, qui appartenait alors à l'Alsace-Lorraine, entre 1899 et 1918, pendant la première annexion. Elle se déploie de Sierck-les-Bains (Bad Sierck) au nord de Thionville (Diedenhofen) jusqu'à Orny au sud de Metz. Elle ne fut pas attaquée directement par les troupes françaises pendant la Première Guerre mondiale.
Le terme de Moselstellung se rapporte aussi à la ligne de défense établie dans la vallée de la Moselle lors de la Seconde Guerre mondiale, et réutilisant les forts et les groupes fortifiés construits avant 1918, y compris les forts construits par la France avant 1870. Cette ligne de défense fut en effet utilisée par l’OKW entre septembre et décembre 1944 pour freiner l’avance des Alliés pendant la campagne de Lorraine. Elle permit aux forces allemandes de se regrouper sur la ligne Siegfried, ou Westwall.

## Conception stratégique

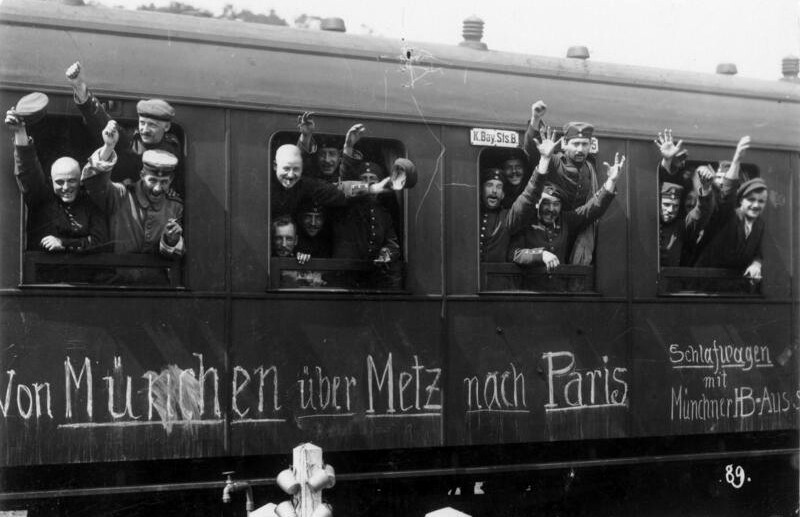
Metz, nœud stratégique de l’Empire

L’objectif de l’Allemagne était de se protéger contre une attaque française visant à reprendre l'Alsace-Lorraine, soit l’Alsace et la Moselle, à l’Empire allemand. À partir de 1899, le plan Schlieffen de l’état-major allemand conçut les fortifications de la Moselstellung, entre Metz et Thionville, comme un verrou destiné à bloquer l’avance éventuelle des troupes françaises en cas de conflit. L’importance d’une ligne de fortification sur la Moselle a été démontrée entre autres par le maréchal Colmar von der Goltz, inspecteur général du génie, du Corps des Ingénieurs et des forteresses, dans un mémorandum sur le développement de la défense allemande, rédigé en 1889. Dans le plan Schlieffen, la Moselstellung, et ses places fortes Metz et Thionville, représentait une position-clef, un point-pivot dans le plan de déploiement des forces allemandes contre la France. Au nord, de forts contingents mobiles devaient mener une attaque pivotante vers Paris à travers la Belgique, tandis que des effectifs restreints et statiques, stationnés au sud dans le district de Lorraine, devaient tenir la Moselstellung et empêcher les troupes françaises de prendre à revers les forces allemandes.

## Conception tactique
Le système de fortification fut conçu pour s’adapter aux progrès grandissants de l’artillerie depuis la fin du XIXe siècle. La construction des forts et des groupes fortifiés eut lieu entre 1899 et 1908, faisant de Metz la plus grande[pas clair] forteresse du monde, à la veille de la Grande Guerre. Le comte Max von Gallwitz et les ingénieurs du génie des fortifications innovent sur deux plans, en concevant d'une part, des forts dissimulés par la topographie, d'autre part des forts formant une ligne fortifiée discontinue sur la frontière d'alors. Basé sur la dissimulation et la dispersion, deux nouveaux concepts défensifs, les groupes fortifiés devaient constituer un barrage infranchissable pour les forces françaises. Le périmètre de protection des groupes fortifiés est généralement assuré par un ensemble de positions d’infanterie, de casernes fortifiées et de batteries d’artillerie, disséminés sur une vaste superficie et dissimulés par la topographie naturelle. Ce concept de ligne fortifiée sur la Moselle constituait une innovation significative par rapport au système Séré de Rivières développé par les Français. Il inspira plus tard les ingénieurs de la ligne Maginot.